# Byron Robinson
Byron Robinson est un monteur américain né le 20 janvier 1900 à Longview (Texas) et mort le 25 février 1957 à Los Angeles (Californie).

## Filmographie (sélection)
- 1927 : La Case de l'oncle Tom (Uncle Tom's Cabin) de Harry A. Pollard
- 1929 : Broadway Fever d'Edward F. Cline
- 1930 : Épouses à louer (Borrowed Wives) de Frank R. Strayer
- 1930 : Paradise Island de Bert Glennon
- 1930 : The Medicine Man de Scott Pembroke
- 1931 : Quartier chinois (Chinatown After Dark) de Stuart Paton
- 1931 : Graft de Christy Cabanne
- 1935 : Cinquante mille dollars morte ou vive (Three Kids and a Queen) d'Edward Ludwig
- 1936 : L'Homme qui vécut deux fois (The Man Who Lived Twice) de Harry Lachman
- 1936 : L'Agent cyclone (Crash Donovan) de William Nigh et Jean Negulesco
- 1939 : La Tragédie de la forêt rouge (Romance of the Redwoods) de Charles Vidor